# Correos
Correos, oficialmente Sociedad Estatal Correos y Telégrafos, é uma empresa pública, gerida pelo governo espanhol, através da Sociedad Estatal de Participaciones Industriales (SEPI), uma entidade jurídica de direito privado. É considerada a maior empresa pública de Espanha, depois que os governos das décadas de 1980 e 1990 privatizaram as seguintes empresas públicas: Iberia, Endesa, Telefónica, Argentaria, etc.
Territorialmente, estrutura-se em sete zonas. O grupo inclui as filiais: Correos Express Paquetería Urgente (anteriormente Chronoexprés), Nexea Gestión Documental (anteriormente Correo Híbrido) e Correos Telecom. É o operador responsável por prestar o serviço postal universal em Espanha.
Em janeiro de 2011, passou a ser denominado por Grupo Correos, como resultado da união dos Correos e suas filiais: Correos Express, Correos Telecom e Nexea (anteriormente Correo Híbrido).
Em abril de 2019, a Correos entrou em Portugal com o segmento expresso, através da compra de uma participação na Rangel.